# Мангоне
Манго̀не (на италиански: Mangone, на местен диалект Mangùnë, Мангунъ) е село и община в Южна Италия, провинция Козенца, регион Калабрия. Разположено е на 805 m надморска височина. Населението на общината е 1885 души (към 2010 г.).